# Примара і Темрява
«Примара і Темрява» (англ. The Ghost and the Darkness) — історико-пригодницький фільм Стівена Гопкінса, знятий в 1996 році. В основі фільму лежить справжня історія про левів-людожерів, які в 1898 році паралізували будівництво залізниці в районі річки Цаво (Кенія). При створенні фільму використовувалися дані, викладені в книзі реального учасника цих подій — полковника Джона Генрі Паттерсона.

## Сюжет
Кінець XIX століття. Молодий інженер Паттерсон отримує направлення на будівництво моста в Африці від цинічного та холоднокровного керівника Боуманта. Перед поїздкою шеф прямолінійно заявляє, що його не цікавить необхідність Паттерсону вчасно в строк повернутися до своєї дружини і дитини, проте в разі провалу місії зі зведення одного з кращих мостів в Цаво (Кенія) він зробить все, щоб назавжди зіпсувати Паттерсону репутацію. Джон Генрі Паттерсон усе життя мріяв побувати в Африці, тому не падає духом, а залишає в Англії вагітну дружину, і приїжджає в Цаво. Через деякий час на одного з робітників нападає лев, якого пізніше Джон особисто вбиває із засідки.
Через сім тижнів починаються нічні напади, першою жертвою яких стає найміцніший робітник Махіна, який одного разу вбив лева-людожера голими руками. Його і ще одного жителя знаходять мертвими наступного ранку. Леви починають справжнє полювання на чоловіків, а Паттерсон тим часом отримує радісний лист від дружини. В цей час лев із засідки кидається прямо в натовп робітників, вбиваючи одного з них. Самуель, Паттерсон і Старлінг переслідують лева, але тому вдається втекти завдяки нападу іншого лева. Старлінг при цьому гине.
Робітники назвали левів «Примара і Темрява», вважаючи їх дияволами. Частина постраждалих з важкими травмами і малярією лежить в госпіталі під керівництвом головного лікаря Готорна. Будівництво моста затримується, і Паттерсон змушений вмовляти робітників продовжувати роботу. Щоб убити хижаків, запрошують знаменитого мисливця Ремінгтона, що полює разом з племенем масаї. Однак полювання не вдається — рушниця Паттерсона дає осічку. Масаї йдуть, сказавши, що це не леви, а справжні демони Примара і Темрява.
Наступної ночі леви нападають на табір, вбивши безліч людей. Робітники в паніці тікають з Цаво. Ремінгтон і Паттерсон знаходять печеру левів, де скупчилися купи кісток їхніх жертв — мисливці розуміють, що леви вбивають для задоволення. Незабаром їм вдається вбити одного з левів, але вночі приходить інший хижак і вбиває Ремінгтона. Паттерсон спалює тіло Ремінгтона і приманює цим лева, зумівши вбити і його.

## Реальна історія
В основу фільму лягла справжня історія про левів-людожерів, що з'явилися при будівництві залізниці між Кенією та Угандою в кінці XIX століття. Одного за іншим звірі вбивали і поїдали робітників. В результаті будівництво залізниці було повністю паралізовано: робітники відмовлялися виходити на роботу — ніхто не хотів бути з'їденим. Тоді підполковник Джон Паттерсон, відповідальний за будівництво, вийшов на полювання на левів.
Довгий час він вистежував звірів, і 9 грудня 1898 року йому вдалося вбити першого лева, а через 20 днів, 29 грудня, другого.
Надалі під час дослідження трупів тварин було виявлено, що вони вбивали і з'їдали людей не тому, що їм це подобалося, а тому, що через посуху в тій місцевості зникли основні види тварин, якими харчуються леви — буйволи, антилопи тощо. В результаті у звірів не залишилося виходу — треба було або їсти людей, або померти від голоду.

## У ролях
- Майкл Дуглас — Ремінгтон
- Вел Кілмер — Джон Генрі Паттерсон
- Джон Кені — Семюель
- Бернард Гілл — Девід Готорн
- Том Вілкінсон — Роберт Бомонт
- Брайан Маккарді — Ангус Стерлінг
- Емілі Мортімер — Хелена Паттерсон
- Ом Пурі — Абдулла
- Алекс Фернс — Стоктон
- Генрі Селе — Махіна

Ролі людей племені масаї виконали представники спорідненого народу самбуру.

## Автори фільму
- Режисер — Стівен Гопкінс
- Продюсер — Майкл Дуглас
- Сценарист — Вільям Голдман

## Критика і нагороди
У 1997 році фільм отримав премію «Оскар» за кращий звуковий монтаж. У тому ж році Вел Кілмер був номінований на премію «Золота малина» як найгірший актор другого плану. На сайті Rotten Tomatoes фільм має рейтинг 50 %.
Кінокритик Роджер Еберт оцінив фільм на півзірки з чотирьох, назвавши його «африканською пригодою, яка змушує сприймати фільми про Тарзана як тонкі і реалістичні».